# 't Aogje

Vlag van 't Aogje

't Aogje (uitspraak: ['tɒʝ.jə] of [’tɒɣ.jə]) is de bijnaam van de wijk Princenhage in de stad Breda die voornamelijk tijdens carnaval wordt gebruikt.
Steden en dorpen in Noord-Brabant krijgen tijdens carnaval vaak een andere naam. ’t Aogje is daarnaast ook de bijnaam van het voormalige dorp. De naam komt van het Haagje (eigenlijk de Hage) dat een historische aanduiding is van de oude dorpskern. Hage is weer een verwijzing naar de ‘haag’ rondom het jachtterrein van de Heren van Breda.
Veel Aogenezen zijn met carnaval herkenbaar aan hun Groen/Witte sjaal en paraplu, volgens de kleuren van de Aogse vlag die dan door het hele Aogje aan de gevels hangt.

## Programma
Het Aogse Carnaval kent een aantal vaste terugkomende programmaonderdelen waaronder de opening- en sluitingsceremonieën en de Grote Aogse Optocht. In het weekend voor carnaval worden de stembanden van de Aogse bewoners al gesmeerd tijdens de ‘Vocaole Generaole’. De donderdag voor het officiële begin van het feest vindt het 'Vrouwkesbal' plaats. Dit feest in Sociaal Cultureel Centrum De Koe is bedoeld voor het vrouwelijke deel van ’t Aogje. Waneer de dames aan het feesten zijn, is het manlijke deel van de bevolking thuis actief met het ‘Aogs Bankhangen’.
Op de vrijdagavond is in herberg het Roode Hert het ‘Grôôt Aogs Opwèrm Bal’ als op warmertje. Na de officieel opening met de 'Lancering van de Prins' en het hijsen van 'D’n eerste druppel' kan het feest dan echt los. Voor de jeugd is er zaterdag en zondag een limonadebal en voor de wat oudere jeugd de ‘XXL Aláááfff Party’. Zondag verzamelen de bewoners van ’t Aogje zich op de Aogse Markt waar de 'Grote Aogse Optocht' aan de toeschouwers voorbij trekt. Veel deelnemers trekken hun creatie de op maandag door de straten van het Kielegat.
Het 'Dorpsbal' in de Koe op maandag wordt opgeluisterd door verschillende top kapellen en een bekende feest artiest. Op dinsdagmiddag is er de ‘Kindermiddag’ voor de brakskes van ’t Aogje, de ouders van deze kinderen worden tijdens deze middag opgevangen op de ’De Oudercrèche’. Het feest eindigt met het neerhalen van 'D’n Leste Druppel' en het ontmantelen van de prins op de dinsdag avond.

## CC ‘t Aogje
De Stichting Carnavals Commissie ’t Aogje is sinds 1956 het overkoepelend organiserend comité van de carnavalsvieringen in ’t Aogje. De commissie begon in 1956 als Culturele Commissie. Op 15 december 1972 passeerde de stichtingsakte en ontstond de huidige organisatie vorm Carnavals Commissie ’t Aogje.

## Prinsen
Anno 2024 zijn er 20 Carnavals Prinsen voorgegaan in de leut in ’t Aogje. De eerste van deze prinsen was ‘’Prins Gielstan D’n Eerste’’ van 1956 tot 1960. De langst regerende leutvorst was ‘’Prins Knillis’’ van 1961 tot 1978. Sinds 1979 is de maximale regeringsperiode 3 jaar.
De Prins wordt tijdens de carnavals periode van 11 november tot Aswoensdag bijgestaan door zijn gevolg. Dit bestaat uit twee hofdames die ‘Joffer’ worden genoemd, een Ministerraad, een Veldwachter, een ‘Karakteristiek figuur’ en sinds 1979 de Boeren Blaaskapel (B.B.) De Bielopers als hofkapel.
‘’De Klankentappers’’ waren van 1972 tot 1978 de eerste hofkapel van ’t Aogje.
Dat de Bredase prinsen een goede band hebben bewijst het jaarlijkse ‘Gelag der Vorsten’ waar de Prinsen van het Kielegat (Breda), Giegeldonk (Haagse Beemden) en Monsieur le Baron uit 't Ginneken (Ginneken) met elkaar het glas heffen.

### Ministerraad
Sinds 1989 is de meer gebruikelijke Raad van Elf in ’t Aogje omgevormd tot een 9 koppige Ministerraad. De leden bekleden allemaal de ceremoniële functie van ‘Minister van .… ‘
- Minister van Bijstandszaken - Zorgt voor de Groen-Witte aankleding van ’t Aogje
- Minister van Groene Zaken - Simuleert een milieuvriendelijk en duurzaam Carnaval
- Minister van Algemene Zaken - Ondersteund de Prins en zijn gevolg en coördineert het algemene carnavalsfeest
- Minister van Aogse Zaken - Ziet er op toe dan de komborden langs de invalswegen van ’t Aogje worden aangebracht en onderhouden.
- Minister van Vrimde Zaken - Staat de Prins ten raad en daad waneer hij op ‘Vreemde Bodem’ stapt.
- Minister van Mobiele Zaken - draagt zorg voor het verkeer in ’t Aogje
- Minister van Geldzaken - zorgt er voor dat er genoeg financiële middelen zijn om ’t Aogse carnaval doorgang te laten hebben.
- Minister van Pliese Zaken - neemt de veiligheid tijdens het Aogse Carnaval voor zijn rekening (en is de steun van de veldwachter)
- Minister van Schoolse Zaken - is beschikbaar voor alle vragen van jong en oud over carnaval in ’t Aogje.

### Veldwachter
De veldwachter regelt vrijbaan voor de Prins bij zijn entree en zorgt ervoor dat iedereen op de juiste tijd op de juiste plek is.
- IJzeren Willem (Willem Dekkers) - 1961 tot 1985
- Peer Bromtol (Piet Dekkers) - 1986 tot 2023
- Ed Biesieklet (Erik Dekkers) - 2024 tot -

### Karakteristiek figuur
De karakteristiek figuur vervuld de rol van hofnar. Deze wordt in ’t Aogje echter aangesproken en benoemd bij zijn naam.
- Nar - (Frans de Kanter) - 1962 tot 1966
- Pietje de Nar (Piet Bújnsters) - 1966 tot 1980
- Nuske de Neus (Piet Brouwers) - 1981 tot 2003
- Polleke Piekhaar (Wibout van Dorst) - 2004 tot 2013
- Tinus van de Mart (Sören de Nijs) - 2014 tot 2024

## Jeugdraad
Sinds 2017 heeft ’t Aogje ook een jeugdraad. Deze is een kopie van de ‘Grote Raad’ met een Prins of Prinses Joffers, Veldwachter, Nar en een hofkapel. De jeugdraad maakt zijn opwachting op de jeugdactiviteiten in ’t Aogje en neemt deel aan het 'Jeugd Prinsengeburenbal’ waar de jeugdraden van de Baronie van Breda elkaar ontmoeten. Eveneens trekken ze naar de Vliegbasis Gilze-Rijen waar 'Acv De Kiekendieven' het jaarlijkse ‘Kiekendievenbal’ organiseert.

### BB Jeugdleut
Als jeugdige versie van BB De Bielopers is BB Jeugdleut de muzikale begeleiding van de Jeugdraad en de Jeugdprins(es) van ’t Aogje. Tevens blijkt de kapel een kweekvijver voor de Bielopers te zijn.

## Lapteen
De carnavalsvierders in ’t Aogje worden sinds 1956 op de hoogte gehouden van alle activiteiten en wetenswaardigheden rondom carnaval middels het carnavalsmagazine 'de Lapteen'. Deze wordt de week voor carnaval bij de bewoners van ’t Aogje in de brievenbus achtergelaten. Sinds 2018 vormt de Lapteen samen met het jeugdmagazine ’ut Peuleschilleke’ een zogenoemde glossy.

## Nil
De ‘Bewaarder van het Carnaval’ gedurende de rest van het jaar is het vakkentje Nil. Het beeldje heeft een plekje aan ‘Het Zotte Hofke’ in de ‘Voorstraat’ (Haagweg). In zijn sokkeltje wordt het Aogse carnavalssymbool ‘D’n Druppel’ bewaard. Naast Nil staat zijn zoon Drieksku die de toekomst van het carnaval symboliseert. Voorafgaand aan het Opwèrm Bal, spreekt Nil de Aogse carnavalers toe met het ‘Het Orakel van Nil’ en proosten zijn aanhoorders met het eerste pilsje.

### Eerste en Lest Druppel
De officiële opening van het Aogse Carnaval wordt voltrokken door het hijsen van ‘D’n Eerste Druppel’. Nadat de jeugd van ’t Aogje de sleutel van het sokkeltje heeft gevonden trekken de carnavalsvierders in processie richting het Zotte Hofke waar uit de sokkel van Nil D’n Druppel wordt gehaald. Terug op de Aogse Markt wordt d’n Druppel aan het raadhuis opgehangen. Op de laatste avond van het feest wordt hij met grote treurnis weer neer gelaten en tot het volgende jaar opgeborgen in de sokkel van Nil.

## Martinusviering
Op de zaterdag die het dichtst bij de elfde van de elfde valt is de traditionele opening van het carnavalsseizoen. De dag van Sint Martinus wordt in ’t Aogje gevierd in de Sint. Martinuskerk met de traditionele 'Martinusviering'. Deze dienst wordt doorgaans opgeluisterd met de muzikale klanken van BB de Bielopers. Aansluitend aan de dienst lopende kerkgangers een lampionnenoptocht en wordt de ‘nieuwe’ prins bekent gemaakt aan het volk. De avond wordt afgesloten met een receptie ter ere van de nieuwe prins in De Koe.

## Andere Aogse Carnavals Verenigingen
Naast de CC zijn er in ’t Aogje verschillende Carnavals Verenigingen die gezamenlijk in de optocht meelopen en het carnaval in ’t Aogje tot een mooi feest maken.
Hieronder en kleine opsomming van nog bestaande en oude verenigingen;
- Allus Zakt (duo)
- Alwir Irste (duo)
- C.V. Aogse Hopkes
- C.V. Aogse π-neuten
- Bende Bedunkt
- C.V. De Fortjuinen
- W.C. B.C. K.C. C.C. S.C. de Halve Zolen
- C.V. de Katers
- C.V. Ketel
- C.V. De Ketelbinkies (jeugd)
- C.V de Miranda’s
- C.V. De Plotjes
- C.V. de Schutters
- C.V. Simpel
- K.V. Sowieso ‘Opeloos
- C.C. Stiekem Tôg
- C.V. Trio Zonder Jan
- C.V. D’Ullupstukskes (jeugd)
- C.V. Dun Vollie (solist)
- C.V. W?rom
- C.F de Wisselaors (familie)
- C.V. De Zuilenschuivers

### Kapellen
Naast de twee hofkapellen kent ’t Aogje nog enkele kapellen waaronder;
- Aogse Bluf
- De Biermagneten
- C.K. de Toeteleurs